# 함대

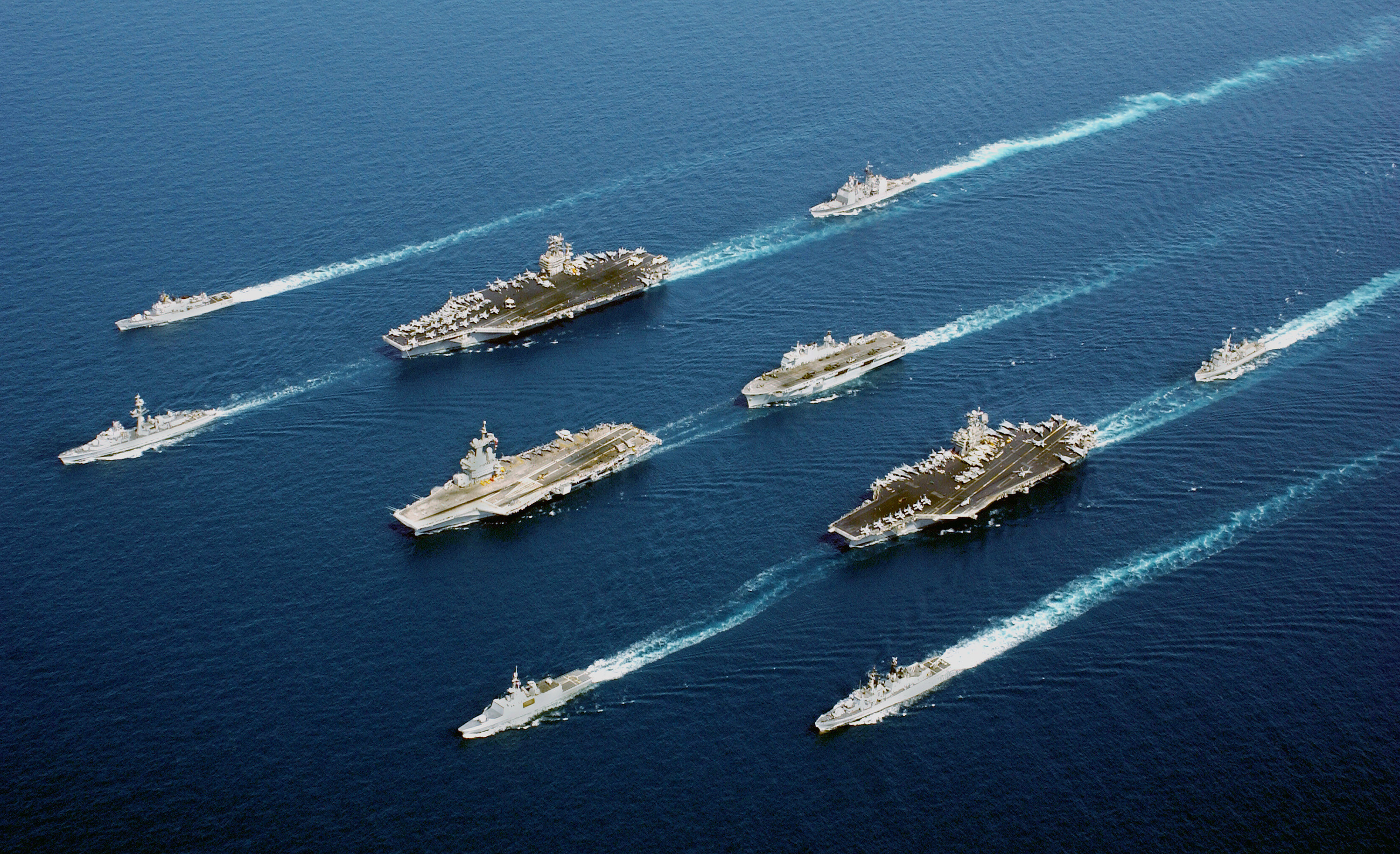
항구적 자유 작전에 참전한 5개 국가의 각종 함선으로 편성된 다국적 함대의 모습. 2002년 4월 18일 촬영

함대(艦隊)는 해군의 편성 단위의 하나이다. 넓은 의미로는 군함 2척 이상의 집단을 가리킨다.

## 현대의 함대
해상 작전을 수행하기 위하여 수상함, 잠수함, 보조함, 함재기, 해병부대 및 육상 기지 등으로 조직된다. 혹은 같은 함종을 행정관리를 위해 편성된다.

## 같이 보기
- 함대 목록